# Arben Kucana
Arben Kucana (Tirana, 18 september 1967) is een Albanees schutter, actief in de onderdelen 50 m pistool en 10 m luchtpistool. Kucana nam eenmaal deel aan de Olympische Zomerspelen, maar behaalde geen medaille. 
Op de Olympische Spelen in Londen in 2012 eindigde Kucana 20e in het onderdeel 10 m luchtpistool en 37e bij de 50 m pistool. In beide disciplines werd hij uitgeschakeld in de kwalificatieronde. 

## Belangrijkste resultaten
50 m pistool
- 2009: 49e EK - 522 punten
- 2010: 66e WK - 536 punten
- 2011: 31e EK - 550 punten
- 2012: 37e OS  - 524 punten

10 m luchtpistool
- 2009: 34e EK - 569 punten
- 2010: 61e EK - 558 punten
- 2010: 42e WK - 575 punten
- 2011: 38e EK - 571 punten
- 2012: 52e EK - 569 punten
- 2012: 20e OS  - 577 punten